# Die Lady in Zement
Die Lady in Zement (Originaltitel: Lady In Cement) ist ein US-amerikanischer Kriminalfilm aus dem Jahr 1968 nach dem 1961 erschienenen Roman The Lady in Cement von Marvin H. Albert. Er ist die Fortsetzung von Der Schnüffler.

## Handlung
Der Privatdetektiv Tony Rome unternimmt mit seiner Yacht mit seinem Freund Hal Rubin vor der Küste von Miami Tauchgänge, um den Schatz einer versunkenen spanischen Galeone zu finden. Statt eines Schatzes stößt er auf dem Meeresgrund auf eine weibliche Leiche, deren Füße in einen Zementblock eingegossen sind. Er meldet seinen Fund bei der Polizei, die Identität der Leiche kann jedoch nicht geklärt werden.
Später wird er vom grade erst aus dem Gefängnis entlassenen Waldo Gronski beauftragt, dessen ehemalige Freundin Sandra Lomax aufzuspüren. Da dieser Rome nicht bezahlen kann, verpfändet er ihm seine Uhr. Bei seinen Nachforschungen trifft Rome auf die Millionenerbin Kit Forrest, zu einer deren Partys Sandra offenbar  geladen war. Rome und Kit Forrest beginnen in der Folge eine Beziehung, was Al Mungar auf den Plan ruft, der ebenfalls ein Auge auf Kit geworfen hat und als ehemaliger Gangster noch immer Beziehungen in die organisierte Kriminalität hat.
Im Zuge von Romes Ermittlungen werden zwei von ihm befragte Zeugen von einem Unbekannten ermordet und Rome gerät zwischen die Fronten der Polizei und Gangstern; zudem lässt ihn Gronski nicht aus den Augen.

## DVD-Veröffentlichung
2005 wurde der Film in einer Box zusammen mit Der Schnüffler in den USA erstmals auf DVD veröffentlicht. Im gleichen Jahr erschienen beide Filme auch in Deutschland auf DVD.

## Rezeption
„Mäßig spannender Frank-Sinatra-Krimi.“

„Um ehrlich zu sein, kann ich mich 24 Stunden später nicht genau an die Handlung erinnern“

„Uninteressanter US-Kriminalfilm, der hauptsächlich von albernen Jargon-Schlagworten lebt. Überflüssig.“

## Synchronisation
Die deutsche Synchronfassung entstand 1968 bei der Berliner Synchron GmbH unter der Dialogregie von Dietmar Behnke nach dem Dialogbuch von M. Z. Thomas.
| Rolle              | Schauspieler   | Deutscher Synchronsprecher |
| ------------------ | -------------- | -------------------------- |
| Tony Rome          | Frank Sinatra  | Gerd Martienzen            |
| Al Mungar          | Martin Gabel   | Klaus Miedel               |
| Arnie Sherwin      | Richard Deacon | Hans Wiegner               |
| Danny Yale         | Frank Raiter   | Lothar Blumhagen           |
| Frenchy            | Peter Hock     | Claus Jurichs              |
| Gronsky            | Dan Blocker    | Horst Breitenfeld          |
| Kit Forrest        | Raquel Welch   | Renate Küster              |
| Lieutenant Santini | Richard Conte  | Heinz Petruo               |
| Maria Baretto      | Lainie Kazan   | Beate Hasenau              |
| Melvin             | Chris Robinson | Arne Elsholtz              |
| Paco               | Rey Baumel     | Wolfgang Amerbacher        |
| Rubin              | Pat Henry      | Friedrich W. Bauschulte    |
| Sidney             | Mac Robbins    | Peter Schiff               |
| Levin              | N. N.          | Joachim Kemmer             |
| Mabel              | N. N.          | Tina Eilers                |